# 横尾俊彦
横尾 俊彦（よこお としひこ、1956年（昭和31年）5月5日 - ）は、日本の政治家。佐賀県多久市長（7期）。

## 概要
佐賀県多久市生まれ。佐賀県立小城高等学校卒業。1980年、慶應義塾大学法学部を卒業し、松下幸之助が創設した財団法人松下政経塾に入塾（第1期生）。同期生には野田佳彦（第95代内閣総理大臣・立憲民主党衆議院議員）、逢沢一郎（自由民主党衆議院議員）、小野晋也（元衆議院議員）、岡田邦彦（元松下政経塾塾頭）らがいる。カナダ留学を経て、松下政経塾を卒塾後は地元・佐賀県多久市に帰郷し、市民運動に参加。1992年、松下政経塾の評議員を務めていた細川護煕の動きに呼応し、日本新党結党に参画。翌1993年の第40回衆議院議員総選挙に佐賀県全県区（定数5）から日本新党公認で出馬したが、得票数7位で落選。1996年、第41回衆議院議員総選挙に佐賀県第2区から新進党公認で出馬したが、自民党の今村雅弘に敗れ、再び落選した。
1997年、多久市長選挙に無所属で出馬し、初当選。以後5期連続で多久市長を務める。なお2～4期目を目指した多久市長選挙では横尾以外に立候補を届け出た者がいなかったため無投票で当選したが、5期目の当選を目指した2013年の市長選では新人の元多久市まちづくり部長が現職の横尾を猛追し、416票の僅差まで詰め寄られるも辛勝した。
2015年の佐賀県知事選挙では元総務官僚の山口祥義を支持し、山口は自由民主党・公明党が推薦する前武雄市長の樋渡啓祐を約4万票差で破り、初当選した。
2017年9月3日に告示された多久市長選挙では、立候補者が現職の横尾しかおらず、8年ぶりに無投票で6期目の当選を果たした。6期目は新しい図書館の建設や情報通信技術教育を推進する考えを表明。
2018年12月、国民民主党佐賀県連から翌年の参議院選挙への出馬を打診されるが、態度を明らかにしなかった。同選挙区には元参議院議員の犬塚直史が公認された。
2021年9月5日投開票の市長選挙で7期目の当選を果たした。

## 所属団体・関連団体
- 明治の日を作る首長会（副会長）[9]